# Het kleine meisje Bois-Caïman: boek 1
Het kleine meisje Bois-Caïman: boek 1, uitgegeven in 2009, is het zesde deel van de zevendelige stripreeks De kinderen van de wind, een stripverhaal gemaakt door François Bourgeon. Het vormt samen met het hierna in 2010 verschenen tweede deel een vervolg op de oorspronkelijke serie. 

## Inhoud
Dit verhaal begint met een lange inleiding, waarin — letterlijk en geschiedkundig — half Zuid-Amerika wordt afgereisd door miss Zabo en Quentin Coustans, de nieuwe hoofdpersonen. Ze verschijnen bij de dan 98-jarige Isa, een van de hoofdpersonage uit eerste cyclus. 

## Publicatie
De eerste vijf delen van de reeks vormen een afgerond stripverhaal. Het eerste deel van de sequel verscheen 25 jaar na datum in 2009 bij uitgeverij 12bis. 